# Contrade de Legnano
Les contrade de Legnano sont les huit divisions historiques de la ville lombarde de Legnano. Elles participent chaque année au Palio de Legnano et ont été instituées en 1932, à l'occasion de la Festa del Carroccio.

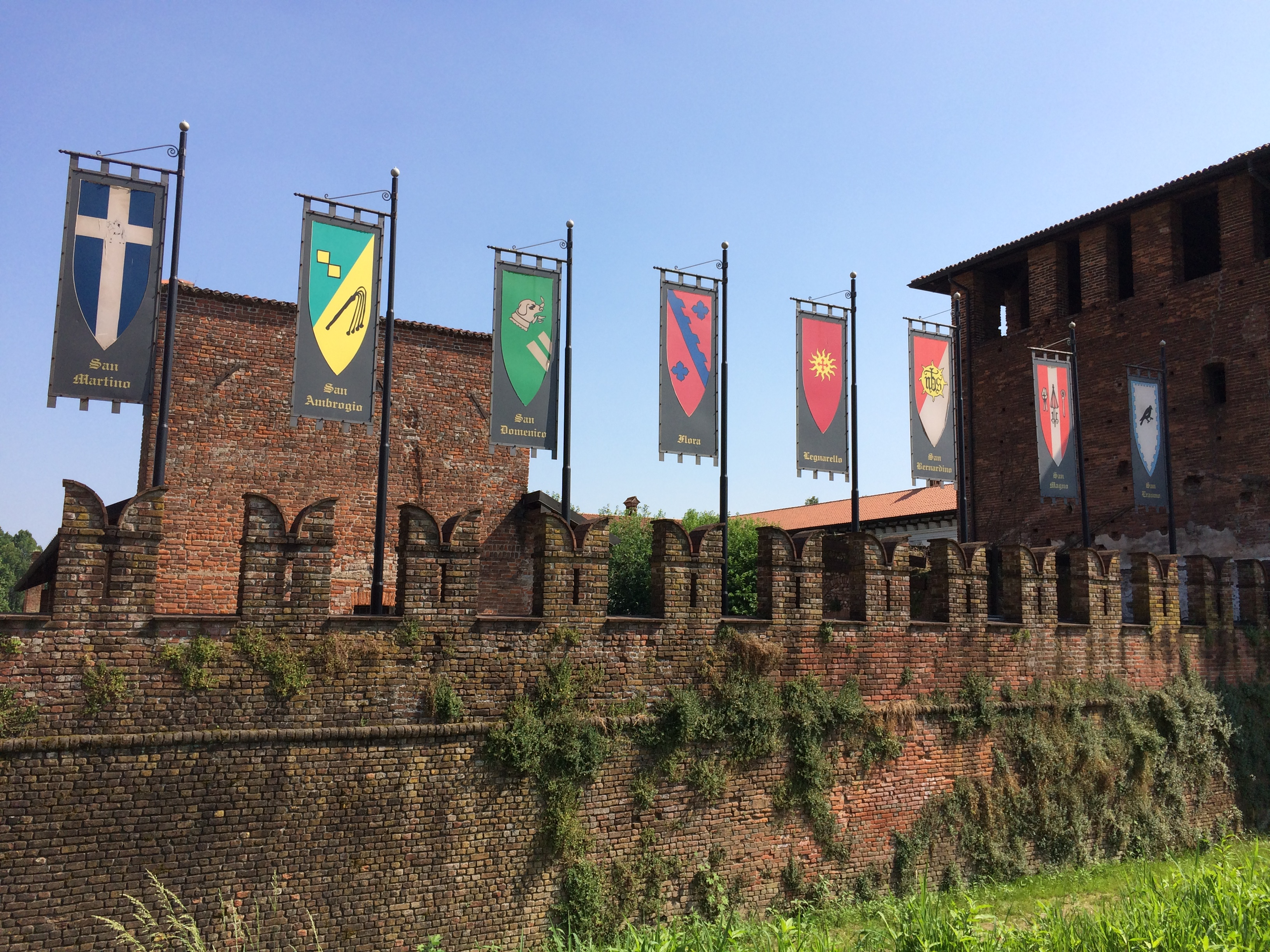
Une vue du, avec les étendards des huit contrade.

## Généralité

### Les contrade actives

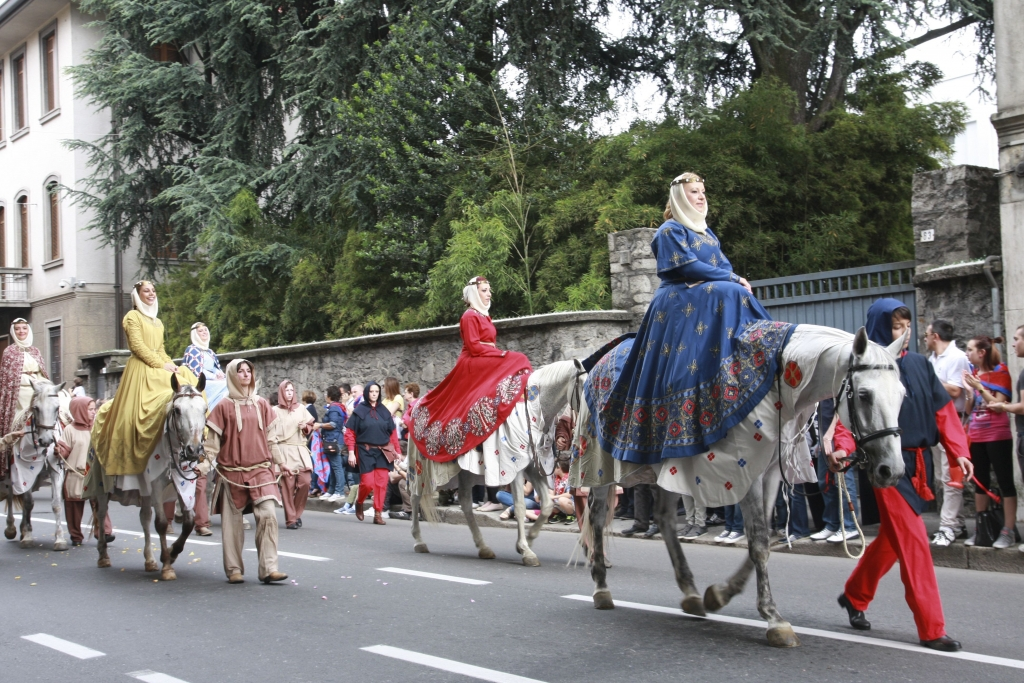
Un moment du défilé historique du Palio de Legnano 2015

Les huit contrade de Legnano, dont les devises ont été introduites en 1955, sont : 
- Contrade Flora : « sia seme la virtù, vittoria il fiore » ;
- Contrade Legnarello : « soli nel Sole » ;
- Contrade San Bernardino : « il ponte lega la virtù alla gloria » ;
- Contrade San Domenico : « nel verde la speranza » ;
- Contrade San Magno : « non sempre vincitori, ma sempre primi » ;
- Contrade San Martino :  « fino alla fine » ;
- Contrade Sant'Ambrogio : « mi abbiano in odio, purché mi temano » ;
- Contrade Sant'Erasmo : « amore e fulgore in battaglia sul colle grazie al corvo ».

L'antagonisme et la compétition entre les contrade sont très ressentis, avec une forte composante de gaieté, notamment pendant la période de l'année où est organisé le Palio,. Cependant, le respect mutuel permet une aide réciproque dans l'organisation de la manifestation, par exemple lors des fréquents échanges de matériel utilisé dans les défilés. Pour éviter les plaisanteries, qui sont fréquentes à l'approche de la date du Palio, les chevaux qui participeront à la course hippique sont cachés la veille au soir dans un endroit secret et surveillés de près par les membres des contrade.
Deux contrade de Legnano ont un titre additionnel dans leur nom. San Magno inclut le terme « nobile » (noble), en raison de son territoire qui englobe le centre historique de Legnano et du fait que, depuis des temps très anciens, de nombreuses familles de noble lignage vivent dans les limites de la contrade. La Flora, quant à elle, porte le titre de « sovrana » (souveraine), titre officiellement accordé par la maison de Savoie, dynastie régnante en Italie de 1861 à 1946.

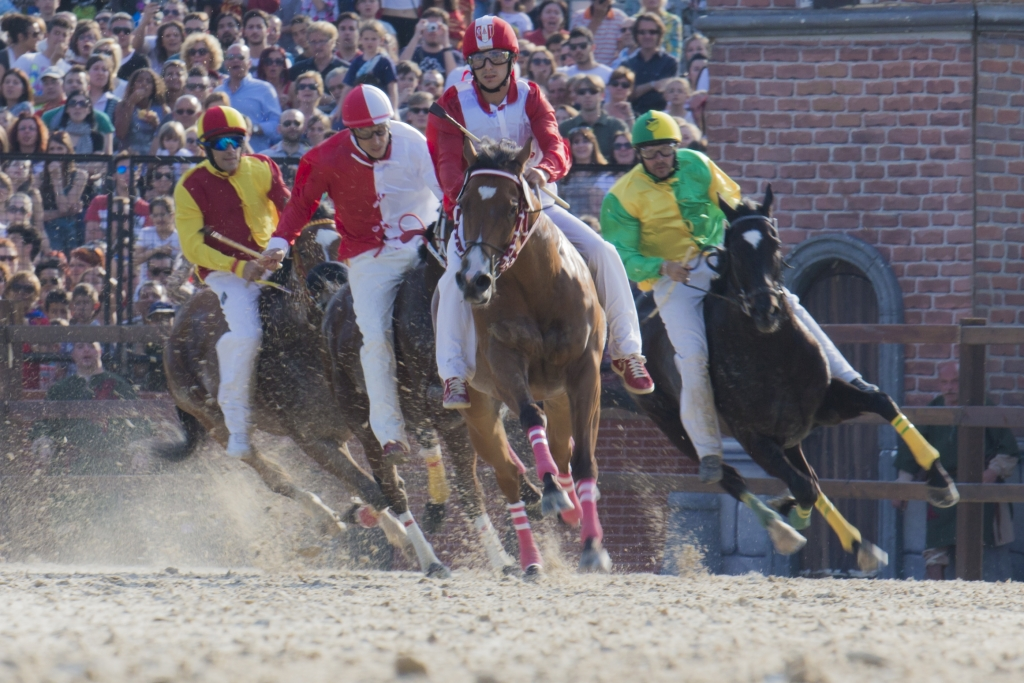
Un moment du défilé historique du Palio de Legnano 2014

### Les contrade supprimées
- Contrade Olmina
- Contrade Ponzella

Dans les premières années où le Palio de Legnano a été disputé, il existait aussi la contrade Ponzella et la contrade Olmina. Celles-ci ont été intégrées, respectivement, par San Bernardino et La Flora (en 1936), et par Legnarello (en 1937). Elles ont été regroupées dans les années trente parce que les quartiers qu'elles représentaient n'étaient pas très peuplés à l'époque, ce qui rendait difficile de soutenir financièrement leur participation au Palio.
Les gonfalons des deux contrade supprimées participent encore au défilé historique du Palio de Legnano; en particulier, ils suivent le gonfalon des contrade auxquelles elles ont été annexées, accompagnés de leur garde armée,. Les deux contrade supprimées n'avaient aucun motto: ces derniers ont été introduits en 1955, trois ans après la suppression de ces contrade.

## Carte

Carte de Legnano avec les frontières des contrade

## Lesmanoirs

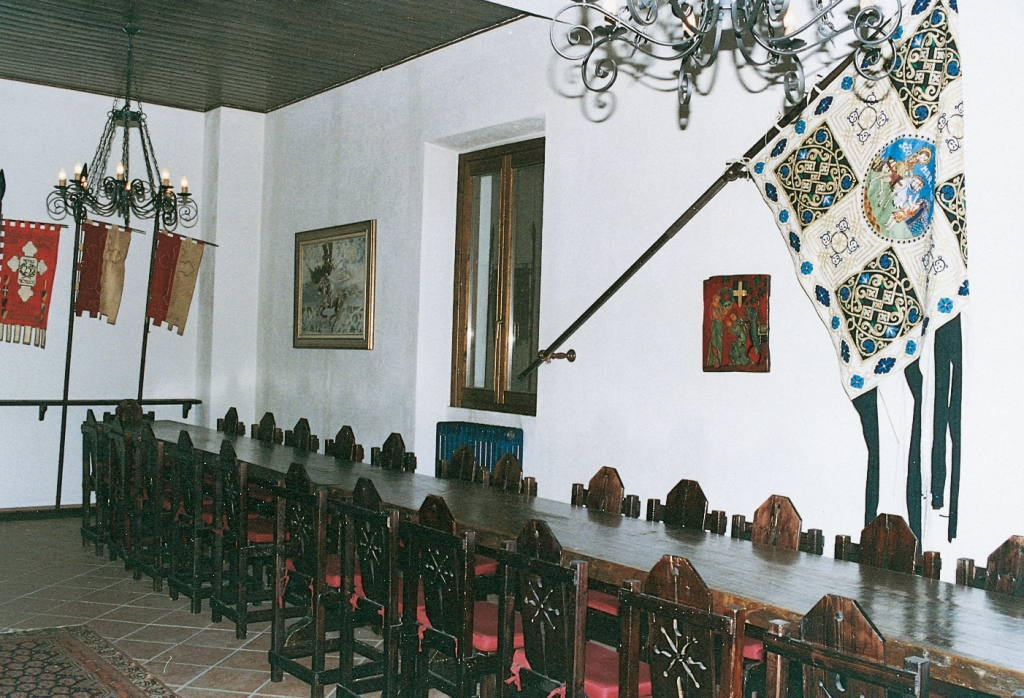
Le salon d'honneur de la contrade San Martino, qui se trouve dans le manoir du quartier historique de Legnano.

Les contrade ont leur siège dans les « manoirs » ; parfois, les manoirs, qui appartiennent aux contrade, sont hébergés dans d'anciennes cours lombardes, c'est-à-dire dans des bâtiments particulièrement liés au territoire, notamment à celui du quartier historique dont ils sont le siège. Au centre de la contrade se trouve le salon d'honneur, qui est aménagé dans un style médiéval.
Les manoirs sont des lieux ouverts à tous qui accueillent les réunions et les activités de la contrade,. Les différentes pièces conservent les costumes du passé et du présent, tandis que des armes et des drapeaux sont placés dans des râteliers installés sur les murs; les vitrines abritent quant à elles les bijoux et les ornements portés par les châtelaines et les grandes dames lors des défilés, ainsi que les cadeaux reçus par les contrade au fil du temps. À l'intérieur de la contrade se trouve également l'archive documentaire de la contrade. Les contrade sont souvent des destinations pour les excursions scolaires, durant lesquelles les étudiants peuvent s'immerger dans l'atmosphère médiévale.

## L'organisation et la régence

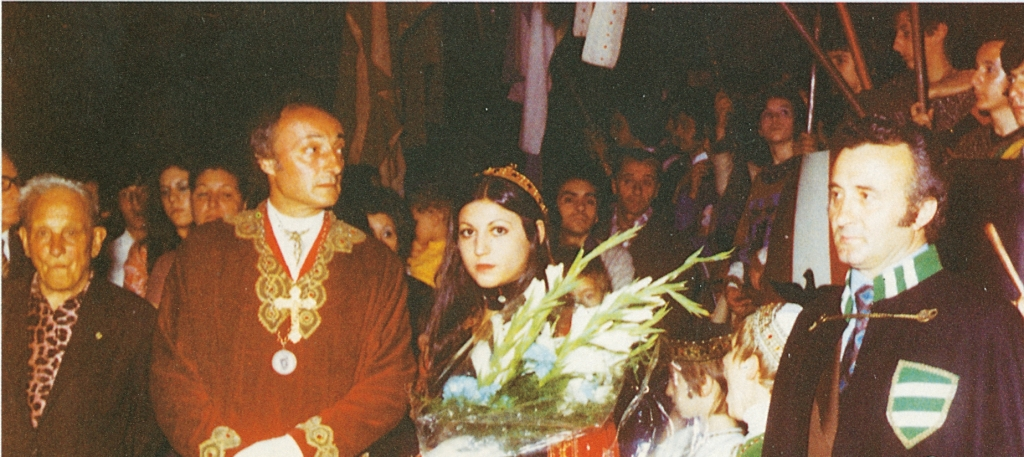
La régence de la contrade San Domenico en 1973. Le premier à gauche est Vittorio Ciapparelli, premier vainqueur du palio de Legnano (1935). On peut remarquer la croix pectorale portée autour du cou par le capitaine, symbole de la victoire au palio précédent.

Chacune des huit contrade de Legnano a une régence composée d'un capitaine, d'un grand prieur et d'une châtelaine,. Le capitaine des contrade est celui qui représente la contrade lors de toutes les occasions officielles et a la tâche de choisir le jockey et le cheval qui participent à la course hippique,. Lors de toutes les cérémonies officielles, il porte un manteau blanc et comme signe distinctif, il a un parchemin avec un brevet. Le capitaine peut être élu par l'assemblée générale ou par les notables de la contrade, selon la contrade.
La charge de grand prieur, instituée en 1971, a pour fonction d'assister le capitaine dans ses fonctions,. Il est également le représentant légal du quartier et veille à ce que le statut de la contrade soit appliqué. Lors de toutes les cérémonies officielles, le grand prieur porte un manteau noir et comme signe distinctif, il a un bouclier en forme de croix et un parchemin. Aux côtés du grand prieur se trouve son adjoint, qui le remplace en cas d'absence.
La châtelaine, tout comme le capitaine et le grand prieur, joue un rôle de représentation lors des cérémonies officielles et participe à l'organisation des manifestations de la contrade,. Les châtelaines, aidées dans leurs tâches par les grandes dames, sont réunies au sein de l'association "Oratorio delle castellane", qui inclut également les anciennes châtelaines. Lors de toutes les cérémonies officielles, la châtelaine porte un manteau rouge et comme signe distinctif, elle a une médaille et un parchemin.

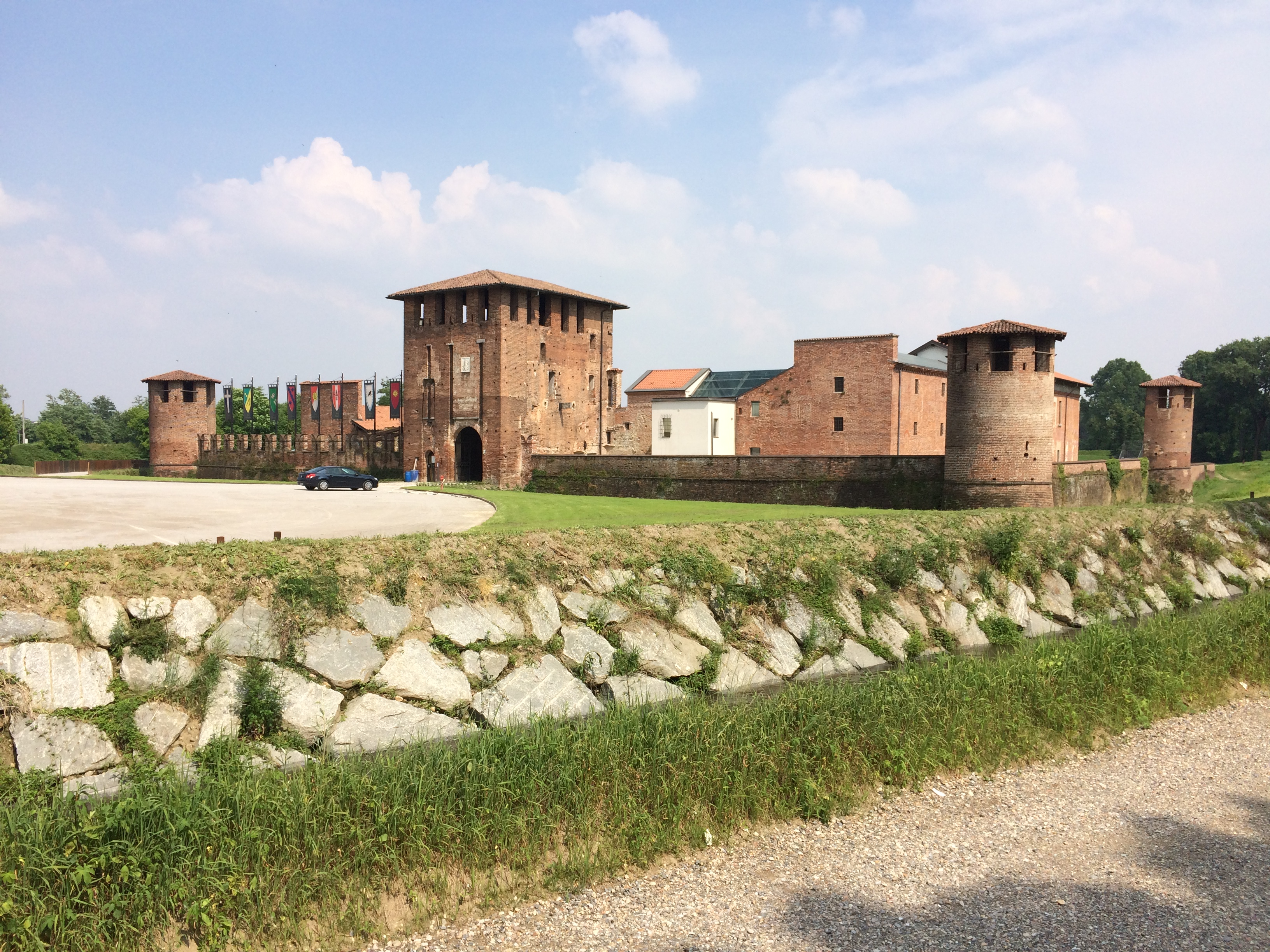
Le château Visconteo de Legnano, siège du "Collège des Capitaines et des Contrade".

Une autre fonction importante de la contrade est celle de l'écuyer, qui aide le capitaine dans l'accomplissement de ses tâches. L'écuyer peut également suppléer le capitaine lors des événements organisés par la contrade, et comme signe distinctif, il porte un bouclier en forme de croix.
Toutes les cérémonies officielles du Palio sont organisées et supervisées par les cérémoniaires du collège des capitaines et des contrade.
Les capitaines sont réunis dans le collège des capitaines et des contrade, dont la fonction est de coordonner les activités, les actions et les intentions des membres. Ce Collège, fondé en 1955, a son siège à l'intérieur du château Visconti de Legnano (it) et est présidé par le grand maître du collège des capitaines, élu tous les deux ans. Lors des élections, qui se déroulent lors d'une assemblée sociale appelée « tornata », sont également élus le vice-président, les conseillers de l'exécutif, les commissaires aux comptes et les arbitres. Parmi les autres fonctions du collège des capitaines figurent la sauvegarde des traditions de Legnano et de ses contrade. Le collège a pour bannière officielle un étendard blanc-rouge (les couleurs du blason de la commune de Legnano) portant la croix d'Aribert d'Intimiano et les blasons des contrade.

## Tableau d'honneur des capitaines des contrade de Legnano.
En gras, les capitaines qui ont dirigé les contrade lors de leurs victoires au palio.
| Année | Contrade Flora     | Contrade Legnarello   | Contrade San Bernardino | Contrade San Domenico   | Contrade San Magno     | Contrade San Martino   | Contrade Sant'Ambrogio       | Contrade Sant'Erasmo |
| --- | ------------------ | --------------------- | ----------------------- | ----------------------- | ---------------------- | ---------------------- | ---------------------------- | -------------------- |
| 1935 | Michele Ferrario   | Pino Mocchetti (it)   | Giovanni Viespoli       | Cesare Crespi           | Mario Dell'Acqua       | Primo Colombo          | Carlo Pensotti e Carlo Galli | Giuseppe Zamaretti   |
| 1936 | Mario Colombo      | Pino Mocchetti        | Giulio Mussi            | Luigi Passardi          | Mario Dell'Acqua       | Giuseppe Tirinnanzi    | Osvaldo Prandoni             | Giuseppe Zamaretti   |
| 1937 | Mario Colombo      | Pietro Pavan          | Giuseppe Biscardini     | Giuseppe Biscardini     | Emilio Castelli        | Giuseppe Tirinnanzi    | Luigi Assi                   | Pietro Pavan         |
| 1938 | Piero Gasparri     | Battista Colombo      | P. Sola                 | Ubaldo Ranzi            | Ernesto Daddario       | Giuseppe Tirinnanzi    | Carlo Rossini                | Pietro Pavan         |
| 1939 | Tonino Garavaglia  | Battista Colombo      | Ennio Buttini           | Delfino Crespi          | Luigi Passardi         | Giuseppe Tirinnanzi    | Vito Silvestri               | -                    |
| De 1940 à 1951, toutes les activités liées au palio de Legnano ont été suspendues en raison des événements de la Seconde Guerre mondiale. |                    |                       |                         |                         |                        |                        |                              |                      |
| 1952 | Renzo Macchi       | Battista Colombo      | Ennio Buttini           | Primo Rabuffetti        | Carlo Feré             | Gino Mazza             | Enzo Pagani                  | Cesare Bottini       |
| 1953 | Davide Casero      | Dario Oldrini         | Ennio Buttini           | Fiorino Bonzi           | G.M. Perozzi           | Gino Mazza             | Enzo Pagani                  | Amelio Crespi        |
| 1954 | Davide Casero      | Dario Oldrini         | Ennio Buttini           | Alfredo Lamperti        | Cesare Sironi          | Giuseppe Lomazzi       | Enzo Pagani                  | Carlo Crespi         |
| 1955 | Davide Casero      | Benigno Sassi         | Ennio Buttini           | Alfredo Lamperti        | Cesare Sironi          | Angelo Raimondi        | Enzo Pagani                  | Alberto Gianazza     |
| 1956 | Davide Casero      | Emilio Guidi          | Luciano Frasisti        | Alfredo Lamperti        | Cesare Sironi          | Pietro Volonterio      | Enzo Pagani                  | Pietro Cozzi         |
| 1957 | Adriano Colombo    | Emilio Guidi          | Ubaldo Rovelli          | Alfredo Lamperti        | Cesare Sironi          | Rino Macchi            | Enzo Pagani                  | Ugo Morelli          |
| 1958 | Mario Guarnerio    | Emilio Guidi          | Ubaldo Rovelli          | Alfredo Lamperti        | Cesare Sironi          | Rino Macchi            | Enzo Pagani                  | Ugo Morelli          |
| 1959 | Mario Guarnerio    | Emilio Guidi          | Eugenio Mussi           | Alfredo Lamperti        | Cesare Sironi          | Piero Limongi          | Enzo Pagani                  | Ugo Morelli          |
| 1960 | Enrico Grassini    | Roberto Caironi       | Eugenio Mussi           | Luigi Daverio           | Camillo Tenconi        | Alessandro Binda       | Sem Prandoni                 | Ugo Morelli          |
| 1961 | Paolo Garavaglia   | Roberto Caironi       | Luigi Bertolini         | Luigi Daverio           | Arturo Allogasi        | Valerio Moretti        | Sem Prandoni                 | Ugo Morelli          |
| 1962 | Paolo Garavaglia   | Roberto Caironi       | Luigi Bertolini         | Luigi Daverio           | Arturo Allogasi        | Valerio Moretti        | Sem Prandoni                 | Ugo Morelli          |
| 1963 | Virginio Poretti   | Giuseppe Caironi      | Luigi Bertolini         | Emilio Civilini         | Gianni Re Cecconi      | Sandro Gregori         | Sem Prandoni                 | Ugo Morelli          |
| 1964 | Vittorio Frascoli  | Giuseppe Caironi      | Luigi Bertolini         | Giorgio Gandellini      | Vittorio Brun          | Sandro Gregori         | Benedetto Sartorelli         | Ugo Morelli          |
| 1965 | Vittorio Frascoli  | Sergio Rampinini      | Remo Speroni            | Edmondo Lamperti        | Vittorio Brun          | Sandro Gregori         | Benedetto Sartorelli         | Ugo Morelli          |
| 1966 | Vittorio Frascoli  | Enrico Martignoni     | Remo Speroni            | Gianni Solbiati Bellini | Vittorio Brun          | Paolo Pontiggia        | Benedetto Sartorelli         | Ugo Morelli          |
| 1967 | Vittorio Frascoli  | Felice Musazzi (it)   | Arnaldo Cozzi           | Gianni Solbiati Bellini | Vittorio Brun          | Franco Vedani          | A. Della Foglia              | Ugo Morelli          |
| 1968 | Vittorio Frascoli  | Felice Musazzi        | Arnaldo Cozzi           | Gianni Solbiati Bellini | Giorgio Brun           | Romano Barlocco        | Ermanno Romanò               | Ugo Morelli          |
| 1969 | Claudio Gorla      | Felice Musazzi        | Pierantonio Galimberti  | Gianni Solbiati Bellini | Oreste Albertalli      | Franco Transidico      | Ermanno Romanò               | Ugo Morelli          |
| 1970 | Claudio Gorla      | Anton Vico Grossi     | Pierantonio Galimberti  | Gianni Solbiati Bellini | Norberto Albertalli    | Marco Morelli          | Ermanno Romanò               | Uberto Gianazza      |
| 1971 | Claudio Gorla      | Giuseppe Macchi       | Pierantonio Galimberti  | Gianni Solbiati Bellini | Norberto Albertalli    | Marco Morelli          | Ermanno Romanò               | Uberto Gianazza      |
| 1972 | Claudio Gorla      | Armando Castiglioni   | Pierantonio Galimberti  | Gianni Solbiati Bellini | Norberto Albertalli    | Marco Morelli          | Ermanno Romanò               | Uberto Gianazza      |
| 1973 | Claudio Gorla      | Armando Castiglioni   | Pierantonio Galimberti  | Gianni Solbiati Bellini | Arcangelo Roveda       | Marco Morelli          | Edoardo Molteni              | Antonio Callegari    |
| 1974 | Valerio Fedeli     | Alberto Toia          | Pierantonio Galimberti  | Gianni Solbiati Bellini | Arcangelo Roveda       | Paolo Pontiggia        | Edoardo Molteni              | Antonio Callegari    |
| 1975 | Valerio Fedeli     | Edoardo Senati        | Pierantonio Galimberti  | Gianni Solbiati Bellini | Arcangelo Roveda       | Paolo Pontiggia        | Giuliano Locatelli           | Mario Pighetti       |
| 1976 | Valerio Fedeli     | Edoardo Senati        | Pierantonio Galimberti  | Gianni Solbiati Bellini | Arcangelo Roveda       | Sandro Gregori         | Giuliano Locatelli           | Mario Pighetti       |
| 1977 | Virginio Poretti   | Angelo Colombo        | Pierantonio Galimberti  | Gianni Solbiati Bellini | Arcangelo Roveda       | Sandro Gregori         | Luca Pagani                  | Mario Landini        |
| 1978 | Virginio Poretti   | Angelo Colombo        | Fiorenzo Marcati        | Gianni Solbiati Bellini | Arcangelo Roveda       | Sandro Gregori         | Luca Pagani                  | Mario Landini        |
| 1979 | Virginio Poretti   | Emilio Castiglioni    | Fiorenzo Marcati        | Camillo Colombo Bolla   | Arcangelo Roveda       | Sandro Gregori         | Luca Pagani                  | Mario Landini        |
| 1980 | Virginio Poretti   | Pierantonio Ferrario  | Fiorenzo Marcati        | Mario Borsani           | Paolo Novara           | Sandro Gregori         | Giancarlo Peroni             | Mario Landini        |
| 1981 | Piergiorgio Bragè  | Pierantonio Ferrario  | Camillo Della Ricca     | Mario Borsani           | Gian Battista Barlocco | Sandro Gregori         | Gianpiero Mari               | Mario Landini        |
| 1982 | Virginio Poretti   | Alberto Castellini    | Camillo Della Ricca     | Mario Borsani           | Gian Battista Barlocco | Sandro Gregori         | Gianpiero Mari               | Elido Pagani         |
| 1983 | Virginio Poretti   | Pierantonio Ferrario  | Camillo Della Ricca     | Mario Borsani           | Gian Battista Barlocco | Sandro Gregori         | Gianpiero Mari               | Nicola Salmoiraghi   |
| 1984 | Virginio Poretti   | Pierantonio Ferrario  | Camillo Della Ricca     | Mario Borsani           | Roberto Clerici        | Sandro Gregori         | Gianpiero Mari               | Bruno Castoldi       |
| 1985 | Virginio Poretti   | Pierantonio Ferrario  | Camillo Della Ricca     | Valerio Asti            | Roberto Clerici        | Sandro Gregori         | Marco Cairoli                | Bruno Castoldi       |
| 1986 | Virginio Poretti   | Claudio Cambrai       | Marco Ciapparelli       | Valerio Asti            | Roberto Clerici        | Sandro Gregori         | Marco Cairoli                | Massimo Pazzano      |
| 1987 | Virginio Poretti   | Claudio Cambrai       | Marco Ciapparelli       | Valerio Asti            | Roberto Clerici        | Sandro Gregori         | Marco Cairoli                | Massimo Pazzano      |
| 1988 | Virginio Poretti   | Claudio Cambrai       | Marco Ciapparelli       | Giuseppe La Rocca       | Roberto Clerici        | Willy Passerini        | Remo Bevilacqua              | Massimo Pazzano      |
| 1989 | Danilo Parini      | Claudio Cambrai       | Tiziano Mattuzzi        | Giuseppe La Rocca       | Roberto Clerici        | Giuseppe Bianchi       | Remo Bevilacqua              | Andrea Sampietro     |
| 1990 | Danilo Parini      | Claudio Cambrai       | Tiziano Mattuzzi        | Giuseppe La Rocca       | Roberto Clerici        | Bruno Pini             | Angelo Vignati               | Andrea Sampietro     |
| 1991 | Danilo Parini      | Walter Barichello     | Flavio Lepri            | Roberto Esposito        | Alberto Oldrini        | Bruno Pini             | Angelo Vignati               | Andrea Sampietro     |
| 1992 | Stefano Guazzoni   | Franco Caironi        | Bruno Olgiati           | Roberto Esposito        | Alberto Oldrini        | Gennaro Milone         | Giovanni Roveda              | Andrea Sampietro     |
| 1993 | Stefano Guazzoni   | Pierantonio Ferrario  | Bruno Olgiati           | Roberto Esposito        | Alberto Oldrini        | Gennaro Milone         | Alberto Romanò               | Germano Merlo        |
| 1994 | Vinicio Vinco      | Pierantonio Ferrario  | Bruno Olgiati           | Roberto Esposito        | Giuseppe Scarpa        | Gennaro Milone         | Alberto Romanò               | Germano Merlo        |
| 1995 | Vinicio Vinco      | Pierantonio Ferrario  | Bruno Olgiati           | Guido Barbin            | Giuseppe Scarpa        | Gennaro Milone         | Alberto Romanò               | Germano Merlo        |
| 1996 | Vinicio Vinco      | Pierantonio Ferrario  | Tiziano Biaggi          | Guido Barbin            | Giuseppe Scarpa        | Carlo Moretti          | Alberto Romanò               | Germano Merlo        |
| 1997 | Vinicio Vinco      | Pierantonio Ferrario  | Tiziano Biaggi          | Guido Barbin            | Giuseppe Scarpa        | Alessandro Airoldi     | Alberto Romanò               | Germano Merlo        |
| 1998 | Vinicio Vinco      | Edoardo Senati        | Tiziano Biaggi          | Guido Barbin            | Giuseppe Scarpa        | Alessandro Airoldi     | Alberto Romanò               | Germano Merlo        |
| 1999 | Vinicio Vinco      | Edoardo Senati        | Tiziano Biaggi          | Edoardo Rolla           | Giuseppe Scarpa        | Alessandro Airoldi     | Alberto Romanò               | Stefano Borsani      |
| 2000 | Cristiano Poretti  | Edoardo Senati        | Bruno Olgiati           | Edoardo Rolla           | Andrea Gobbi           | Giovanni Maria Airoldi | Alberto Romanò               | Gigi Colombo         |
| 2001 | Cristiano Poretti  | Giorgio Senati        | Riccardo Ciapparelli    | Camillo Fossati         | Andrea Gobbi           | Paolo Bo               | Alberto Romanò               | Gigi Colombo         |
| 2002 | Cristiano Poretti  | Pierantonio Ferrario  | Riccardo Ciapparelli    | Camillo Fossati         | Domenico Esposito      | Giuseppe Bianchi       | Remo Bevilacqua              | Gigi Colombo         |
| 2003 | Cristiano Poretti  | Andrea Muroni         | Riccardo Ciapparelli    | Camillo Fossati         | Domenico Esposito      | Giuseppe Bianchi       | Remo Bevilacqua              | Mario Almici         |
| 2004 | Fabio Molla        | Pierantonio Ferrario  | Riccardo Ciapparelli    | Matteo Rolla            | Domenico Esposito      | Giuseppe Bianchi       | Remo Bevilacqua              | Andrea Clementi      |
| 2005 | Davide Bartesaghi  | Pierantonio Ferrario  | Alessandro Moroni       | Matteo Rolla            | Domenico Esposito      | Giuseppe Bianchi       | Remo Bevilacqua              | Andrea Clementi      |
| 2006 | Davide Bartesaghi  | Pierantonio Ferrario  | Alessandro Moroni       | Roberto Esposito        | Domenico Esposito      | Giuseppe Bianchi       | Remo Bevilacqua              | Matteo Garegnani     |
| 2007 | Davide Bartesaghi  | Pierantonio Ferrario  | Alessandro Moroni       | Roberto Esposito        | Marco Barlocco         | Giuseppe Bianchi       | Marco Vitali                 | Matteo Garegnani     |
| 2008 | Davide Bartesaghi  | Antonio Provasio (it) | Alessandro Moroni       | Giuseppe La Rocca       | Marco Barlocco         | Luca Barlocco          | Marco Vitali                 | Matteo Garegnani     |
| 2009 | Davide Bartesaghi  | Antonio Provasio      | Lucio Ballarino         | Giuseppe La Rocca       | Marco Barlocco         | Marcello Barone        | Marco Vitali                 | Roberto Cozzi        |
| 2010 | Mauro Nebuloni     | Paolo Cristiani       | Lucio Ballarino         | Alessandro Bondioli     | Marco Barlocco         | Antonio De Pascali     | Marco Vitali                 | Roberto Cozzi        |
| 2011 | Mauro Nebuloni     | Paolo Cristiani       | Lucio Ballarino         | Alessandro Bondioli     | Marco Barlocco         | Antonio De Pascali     | Massimiliano Roveda          | Andrea Monaci        |
| 2012 | Davide Bartesaghi  | Paolo Cristiani       | Lucio Ballarino         | Alessandro Bondioli     | Marco Barlocco         | Antonio De Pascali     | Massimiliano Roveda          | Andrea Monaci        |
| 2013 | Davide Bartesaghi  | Paolo Cristiani       | Luca Bosatta            | Alessandro Bondioli     | Mario Preti            | Antonio De Pascali     | Massimiliano Roveda          | Francesco Taiana     |
| 2014 | Dario Giudici      | Paolo Cristiani       | Luca Bosatta            | Alessandro Bondioli     | Mario Preti            | Antonio De Pascali     | Massimiliano Roveda          | Francesco Taiana     |
| 2015 | Dario Giudici      | Paolo Cristiani       | Luca Bosatta            | Ruggero Colombo Bolla   | Mario Preti            | Antonio De Pascali     | Massimiliano Franchi         | Francesco Rimoldi    |
| 2016 | Cristiano Poretti  | Paolo Cristiani       | Ivan Ferioli            | Ruggero Colombo Bolla   | Matteo Airoldi         | Antonio De Pascali     | Massimiliano Franchi         | Francesco Rimoldi    |
| 2017 | Cristiano Poretti  | Paolo Cristiani       | Stefano Monici          | Davide Fuschetto        | Matteo Airoldi         | Antonio De Pascali     | Massimiliano Franchi         | Francesco Rimoldi    |
| 2018 | Cristian Parini    | Stefano Cambrai       | Doriano Sciocco         | Davide Fuschetto        | Giacomo Albertalli     | Antonio De Pascali     | Massimiliano Franchi         | Francesco Rimoldi    |
| 2019 | Antonio Primerano  | Stefano Cambrai       | Doriano Sciocco         | Alessandro Bondioli     | Giacomo Albertalli     | Antonio De Pascali     | Remo Bevilacqua              | Alessandro Clerici   |
| 2020 | Antonio Primerano  | Stefano Cambrai       | Ermenegildo Lilli       | Alessandro Bondioli     | Giacomo Albertalli     | Antonio De Pascali     | Remo Bevilacqua              | Matteo Garegnani     |
| 2021 | Antonio Primerano  | Stefano Cambrai       | Ermenegildo Lilli       | Moreno Giusti           | Giacomo Albertalli     | Davide Barone          | Remo Bevilacqua              | Matteo Garegnani     |
| 2022 | Vincenzo De Milato | Matteo Masnata        | Ermenegildo Lilli       | Moreno Giusti           | Alessandro Zanovello   | Davide Barone          | Mattia Landi                 | Fabio Meneghin       |
| 2023 | Vincenzo De Milato | Matteo Masnata        | Ermenegildo Lilli       | Alessandro Furlan       | Alessandro Zanovello   | Davide Barone          | Mattia Landi                 | Fabio Meneghin       |

## Les activités

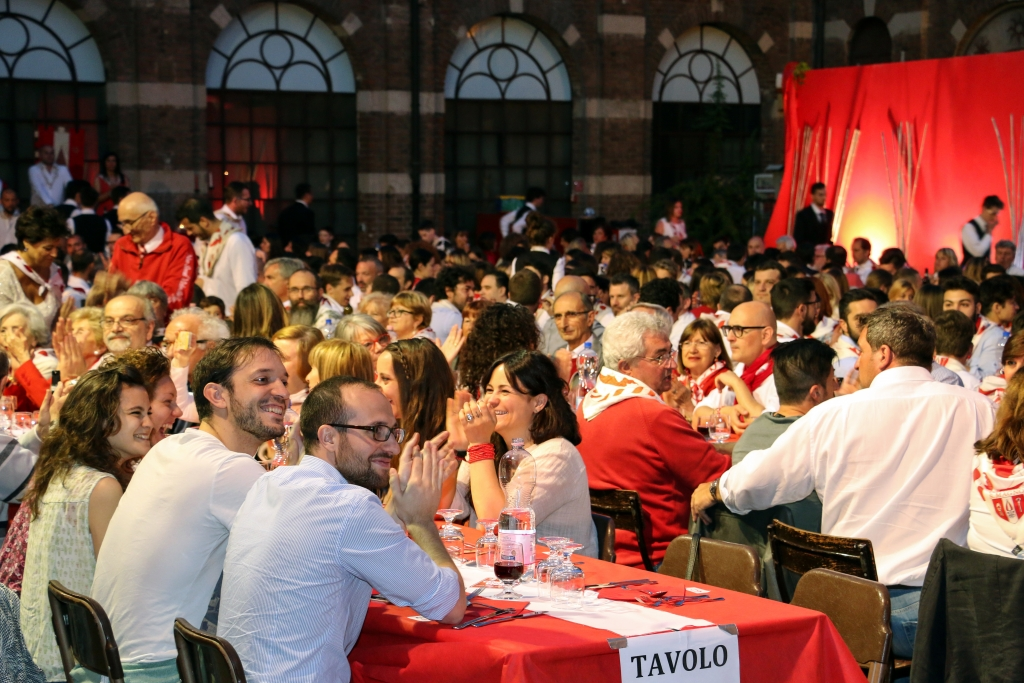
Dîner propitiatoire de la contrade de San Magno pour le Palio de Legnano 2015.

Tout au long de l'année, les contrade organisent des fêtes, des événements culturels et historiques, ainsi que des manifestations folkloriques et caritatives,. Dans les premières décennies de l'existence de la manifestation, les manoirs n'étaient fréquentés que pendant le mois précédant le Palio, mais au fil des ans, les activités des contrade ont connu une croissance constante qui a conduit les quartiers historiques à diversifier les initiatives, avec l'organisation de celles-ci tout au long de l'année. Les contrade ont souvent été les protagonistes, également financièrement, des restaurations des bâtiments historiques du quartier, tels que les églises auxquelles les contrade se réfèrent.
Le nombre d'activités des contrade est varié. Cela va des périodiques aux publications, en passant par l'organisation de fêtes populaires telles que la fête du raisin, du cheval, du pain, etc., ainsi que l'organisation de marchés aux antiquités, de cours de danse, de broderie, de céramique, de peinture et la mise en place de compétitions de ski, de tournois de football et de baby-foot.

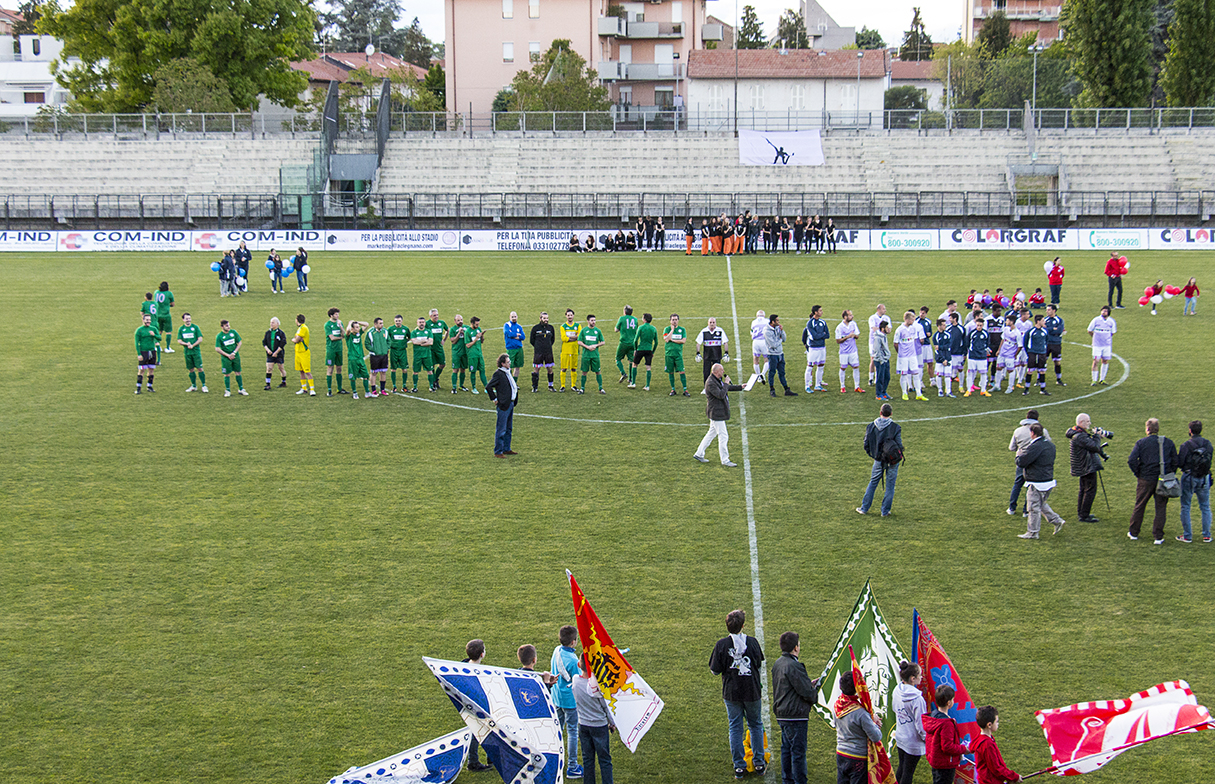
Match de bienfaisance entre l'Associazione Calcio Legnano et les représentants des contrade de Legnano ainsi que de l'Administration communale au (25 avril 2016).

Sont ensuite organisées des conférences et des soirées centrées sur l'histoire, la poésie, la danse et la musique, ainsi que des concerts et des événements caritatifs. Les contrade de Legnano œuvrent également dans le domaine social, en aidant les personnes handicapées, les familles en difficulté et les personnes âgées résidant dans les centres de la région, auxquels elles apportent également un soutien moral en effectuant des visites régulières.
La soirée propitiatoire de la veille est un événement très attendu, organisé la veille du Palio et accueilli par la contrade parée de festivités, avec la participation de centaines de membres de contrade et du jockey qui participera à la course équestre,. Dans les premières éditions de la manifestation, le dîner de la veille était réservé au jockey et aux notables du quartier : seulement par la suite, il a été décidé d'ouvrir la participation à tous les volontaires gravitant autour de la contrade ; ces derniers, lors du dîner de la veille, portent les foulards de leur contrade. Parfois, lors du dîner de la veille, le cheval qui participera à la course équestre du lendemain est également présent dans un enclos.